# Langrune-sur-Mer
Langrune-sur-Mer település Franciaországban, Calvados megyében. Lakosainak száma 1893 fő (2022. január 1.). Langrune-sur-Mer Douvres-la-Délivrande, Luc-sur-Mer és Saint-Aubin-sur-Mer községekkel határos.

## Népesség
A település népességének változása:
| Lakosok száma | 950  | 1349 | 1539 | 1690 | 1722 | 1709 | 1824 | 1934 | 1948 | 1893 |
|               | 1968 | 1982 | 1990 | 2006 | 2013 | 2015 | 2017 | 2019 | 2020 | 2022 |